# Bettina Holzhüter
Bettina Holzhüter (* 25. Juli 1965) ist eine ehemalige deutsche Fußballspielerin.

## Karriere
Bettina Holzhüter, die hauptberuflich als Malerin und Lackiererin tätig war, spielte bis 1986 für den VfL Wittekind Wildeshausen und erreichte mit dem Verein am 1. Mai 1982 das DFB-Pokal-Finale. Anschließend gehörte sie der SSG 09 Bergisch Gladbach als Mittelfeldspielerin an, mit der sie zweimal das Finale um die Deutsche Meisterschaft erreichte. Bei ihrer Finalspielpremiere am 26. Juni 1988 gewann sie mit ihrer Mannschaft im heimischen Stadion An der Paffrather Straße den Titel im Elfmeterschießen; am Ende hieß es 5:4 gegen den KBC Duisburg. Diesen verteidigte sie mit ihrer Mannschaft am 8. Juli 1989 in Montabaur, da der TuS Ahrbach mit 2:0 bezwungen werden konnte. Holzhüter spielte auch in der 1990 gegründeten Bundesliga noch für Bergisch Gladbach.

## Erfolge
- Deutscher Meister 1988 und 1989
- DFB-Pokal-Finalist 1982